# My Hero Academia
My Hero Academia (japonsky 僕のヒーローアカデミア, Boku no Híró Akademia) je japonská šónen manga, kterou píše a kreslí Kóhei Horikoši. Příběh pojednává o chlapci jménem Izuku Midoriya (Deku), jenž se narodil bez jakýchkoli superschopností ve světě, kde má superschopnost 80 % populace. Izuku se však nevzdává a navzdory nepřízni osudu se snaží stát se superhrdinou stůj co stůj.
První svazek mangy byl vydán v roce 2014 v časopisu Bakuhoe Šúkan šónen Jump nakladatelství Šúeiša. V roce 2016 se rozhodlo animační studio Bones převést příběh do podoby televizního anime seriálu o sedmi řadách. V Česku vychází manga v překladu nakladatelství CREW od roku 2019.